# Edifício Prudência
Fachada do edifício
O Edifício Prudência e Capitalização (mais conhecido como Edifício Prudência) é um edifício localizado na Avenida Higienópolis, na cidade de São Paulo, no Brasil, e que foi tombado pelo Departamento do Patrimônio Histórico (DPH) em 1994. O seu projeto é de autoria do arquiteto Rino Levi, com colaboração de Roberto Cerqueira César e Luis Roberto Carvalho Franco e paisagismo de Burle Marx.   
A construção é vista como um ícone da arquitetura moderna na cidade e representa o alvorecer da arquitetura residencial vertical paulistana, que ficou concentrada especialmente no bairro de Higienópolis. Trata-se de um imóvel de classe alta, de uso habitacional, que teve como condôminos famílias ilustres como as de Rodrigues Alves e Moreira Salles. O conjunto de características únicas do Prudência fazem dele o edifício mais importante de Higienópolis, na visão da pesquisadora Maria Cecília Neclério Homem.

## História

### Antecedentes
De um conjunto de chácaras essencialmente rural, Higienópolis viu um alvorecer de casarões sofisticados e confortáveis a partir do final do século XIX. O bairro marcou também um movimento de mudança da classe aristocrática paulistana para regiões mais periféricas do início do século XX até os anos 1930. Além das opulentes residências, o bairro passou a receber também a construção de casas de classe média na mesma época.

### Construção
A partir da década de 40, o bairro viveu um processo de verticalização, com a construção de diversos prédios de luxo. Foi nesta época, em 1944, que Rino Levi projetou o Edifício Prudência e o empreendimento começou a ser construído pela Prudência e Capitalização S/A. O prédio causou grande impressão na classe alta da cidade por suas inovações e características únicas, como as torneiras aquecidas, ar condicionado nos apartamentos, gerador próprio e as divisórias móveis, que permitiam ao morador realizar ajustes no "desenho" de sua casa. 
Um anúncio publicitário do Edifício Prudência, veiculado no jornal O Estado de S. Paulo em 18 de novembro de 1951, valoriza os conceitos do empreendimento: "Majestoso living de 60 metros quadrados, quatro dormitórios com guarda-roupas embutido de perobinha do campo e pau marfim, três banheiros, dois quartos de empregada, copa e cozinha com mesas e pias em mármore de Carrara, pisos e escadas de mármore e varandas em todos os aposentos." No mesmo anúncio, afirma-se que o Prudência era o "único edifício do Brasil com ar condicionado quente e frio controlado em cada compartimento", que estava à venda por CR$ 2,2 milhões, com a possibilidade de financiamento de 90% da compra em 15 anos.

## Arquitetura

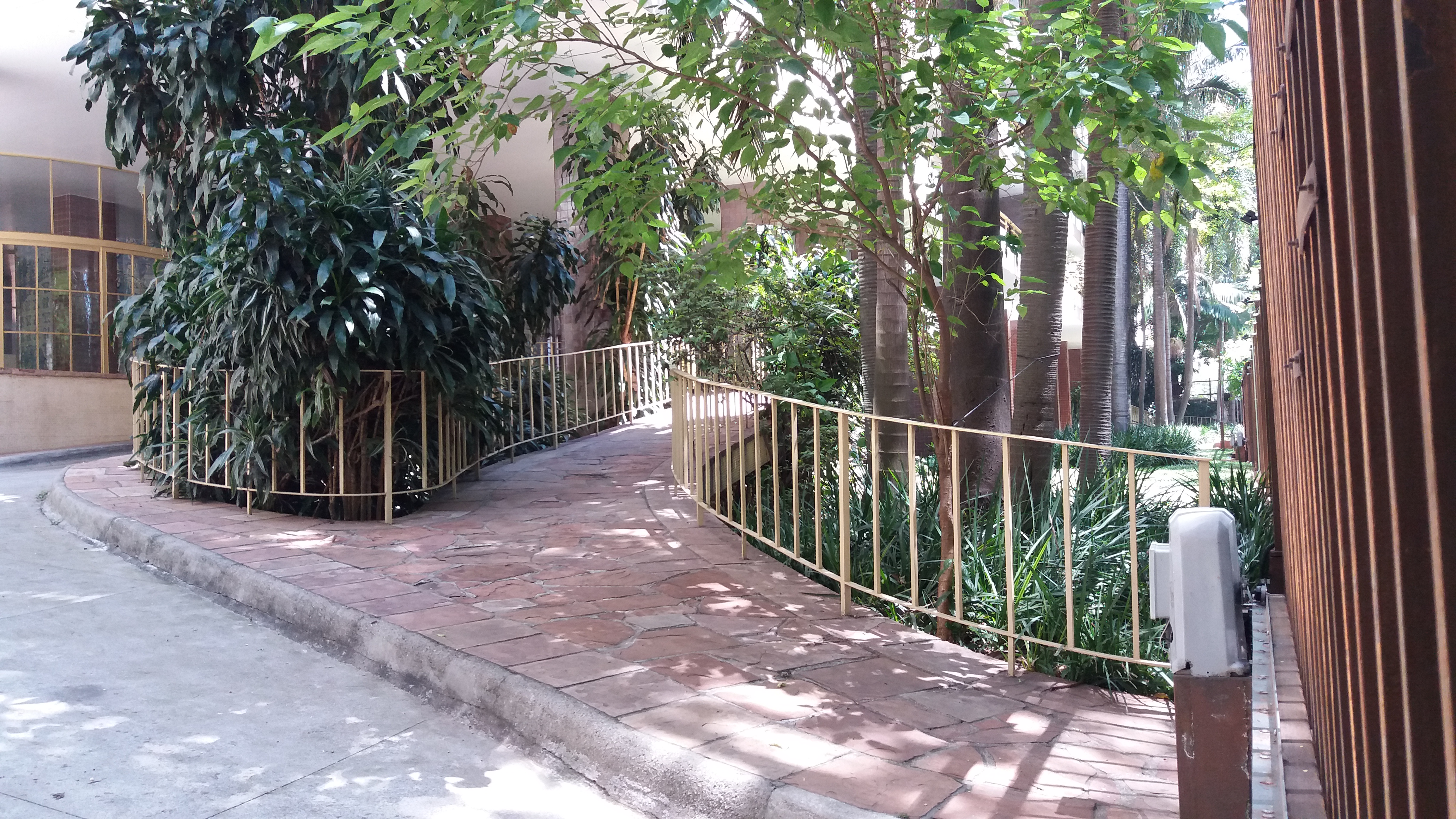
Rampa de acesso ao Edifício Prudência

O edifício, ícone do Modernismo na arquitetura, possui doze andares ao todo: um subsolo para garagem, nove "comuns" e dois de cobertura. Suas principais características são a fachada com estilo carioca e as passarelas suspensas. Dentro dos apartamentos, o projeto revolucionário de Rino Levi propunha a liberdade do condômino para montar seus cômodos através de divisórias móveis. Além disso, as paredes do hall contém pinturas feitas em azul e amarelo no azulejo branco pelas mãos do próprio Burle Marx, outro ícone da construção. O Edifício Prudência também foi um dos primeiros a ofereceram playground no térreo para o lazer das crianças. 
O Edifício Prudência representou grande inovação para a arquitetura vertical brasileira. A fachada integra-o ao seu entorno, predominantemente composto por outros edifícios de meados do século XX, o que demonstra a preocupação de Rino Levi com fatores de urbanismo.
Sua arquitetura é vista como racionalista do lado de fora devido às formas geométricas bem definidas e o predomínio das cores escuras em sua pintura, e revolucionária do lado de dentro (pela colocação de divisórias móveis), possibilitando que o proprietário coloque sua identidade no apartamento, enquanto somente os banheiros, cozinha e colunas de circulação vertical (escadas e elevadores) possuem localização fixa, o restante fica por conta do proprietário decidir.

### Os apartamentos
A área útil dos apartamentos do Edifício Prudência é uma das maiores do bairro (cerca de 390 m²). As 38 unidades contêm quatro dormitórios, sendo uma suíte, largas áreas social e de serviço, com salas amplas. A planta dos apartamentos traz um aspecto peculiar do modo de viver da época de sua construção: a separação clara entre as áreas social e de serviços. Na planta original dos compartimentos, um largo corredor central dividia os dois setores, com a área de estar virada para a rua e a de serviço para os fundos do edifício. Na parte mais “nobre”, estão as divisórias móveis que permitem ao condômino montar seus espaços para sala de estar, sala de jantar, dormitório, escritório etc.

## Significado histórico e cultural
O Edifício Prudência representa a fase de amadurecimento da obra do arquiteto Rino Levi. Filho de imigrantes italianos, Levi formou-se em Arquitetura em Roma e foi professor da Faculdade de Arquitetura e Urbanismo da Universidade de São Paulo (FAU-USP). No início da carreira, a partir do final dos anos 20, o ítalo-brasileiro notabilizou-se pela produção de diversos cinemas em São Paulo, com enfoque na construção de espaços favoráveis à acústica.
O arquiteto-sociólogo Nestor Goulart Rios Filho, em artigo sobre a obra de Rino Levi, destaca que o arquiteto ítalo-brasileiro "revalorizou" sua profissão a partir dos anos 40, evitando individualismos e focando em um trabalho em equipe junto de outras áreas do conhecimento.  
Rino Levi percebeu a arquitetura como uma ciência que, necessariamente, precisava de outras para se desenvolver. Uma dessas áreas às quais Levi se debruçou foi a saúde, projetando a construção e reforma de alguns hospitais paulistas, como o Hospital do Câncer de São Paulo (atual A.C. Camargo), em 1947, no bairro da Liberdade.

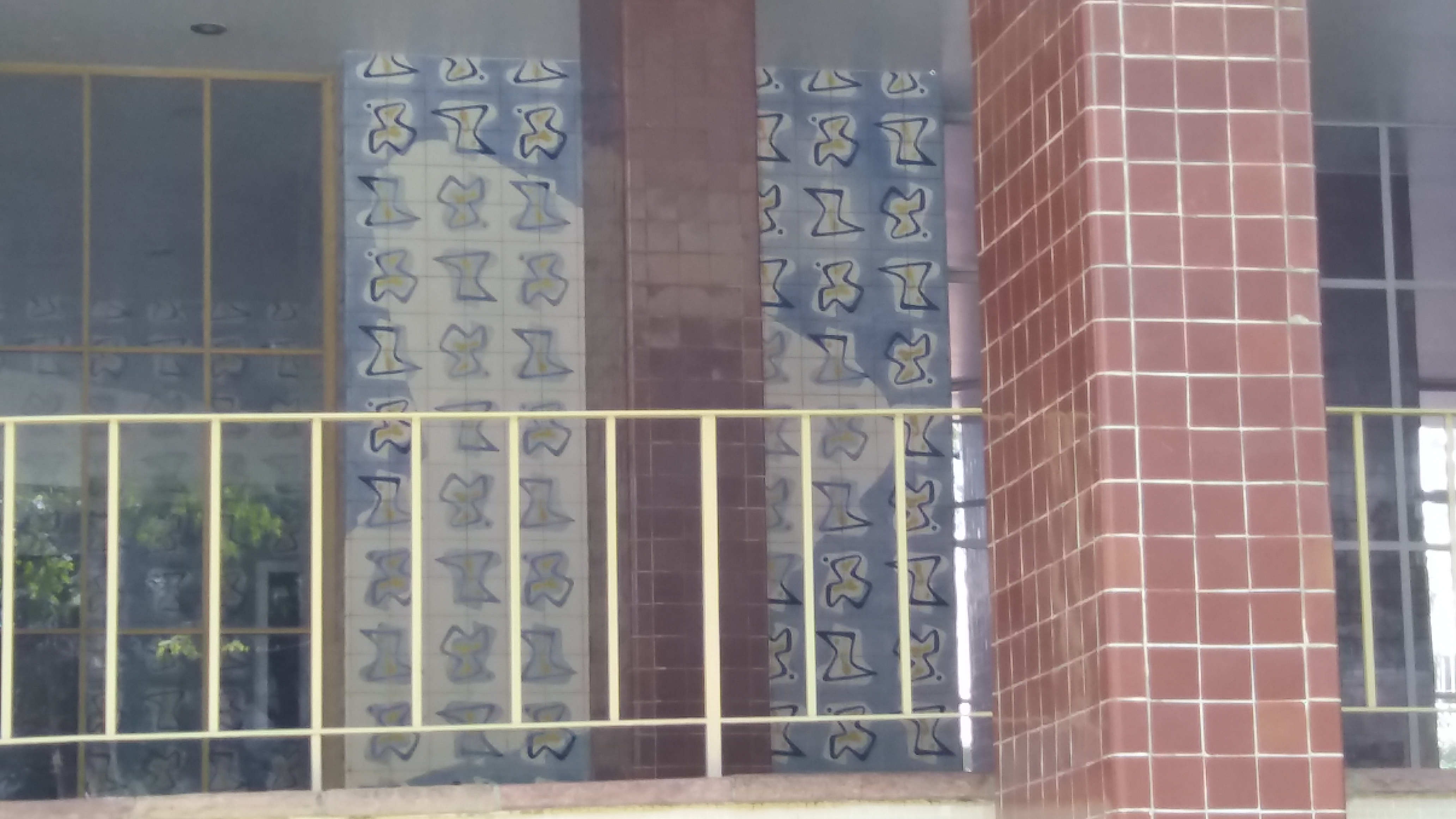
Detalhes do azulejo pintado por Burle Marx

No caso do Edifício Prudência, sua parceria com Burle Marx traz à tona a importância que Levi deu às artes plásticas e ao paisagismo. Com isso, além e colaborar com outras áreas, ele aumentava a base científica de sua obra e saía "de uma fase acadêmica para uma fase criadora".

### Tombamento
O processo de tombamento do Edifício Prudência se deu no ano de 1994, junto de outros 24 empreendimentos do bairro de Higienópolis. Para isso, foram levados em conta três critérios: histórico, ambiental e arquitetônico. Como o símbolo de uma época importante da história da cidade e por ter características arquitetônicas inovadoras e marcantes, o Edifício Prudência entrou neste processo e tornou-se um imóvel oficialmente tombado em agosto de 1994.
Com o tombamento em vigor, o Edifício Prudência tornou-se passível de apenas algumas intervenções, como restauração, reciclagem, revitalização e reformas internas. Sua aparência externa, as áreas comuns (entrada, escada e halls) e seus ajardinamentos de entrada devem ser preservados.

## Galeria de fotos

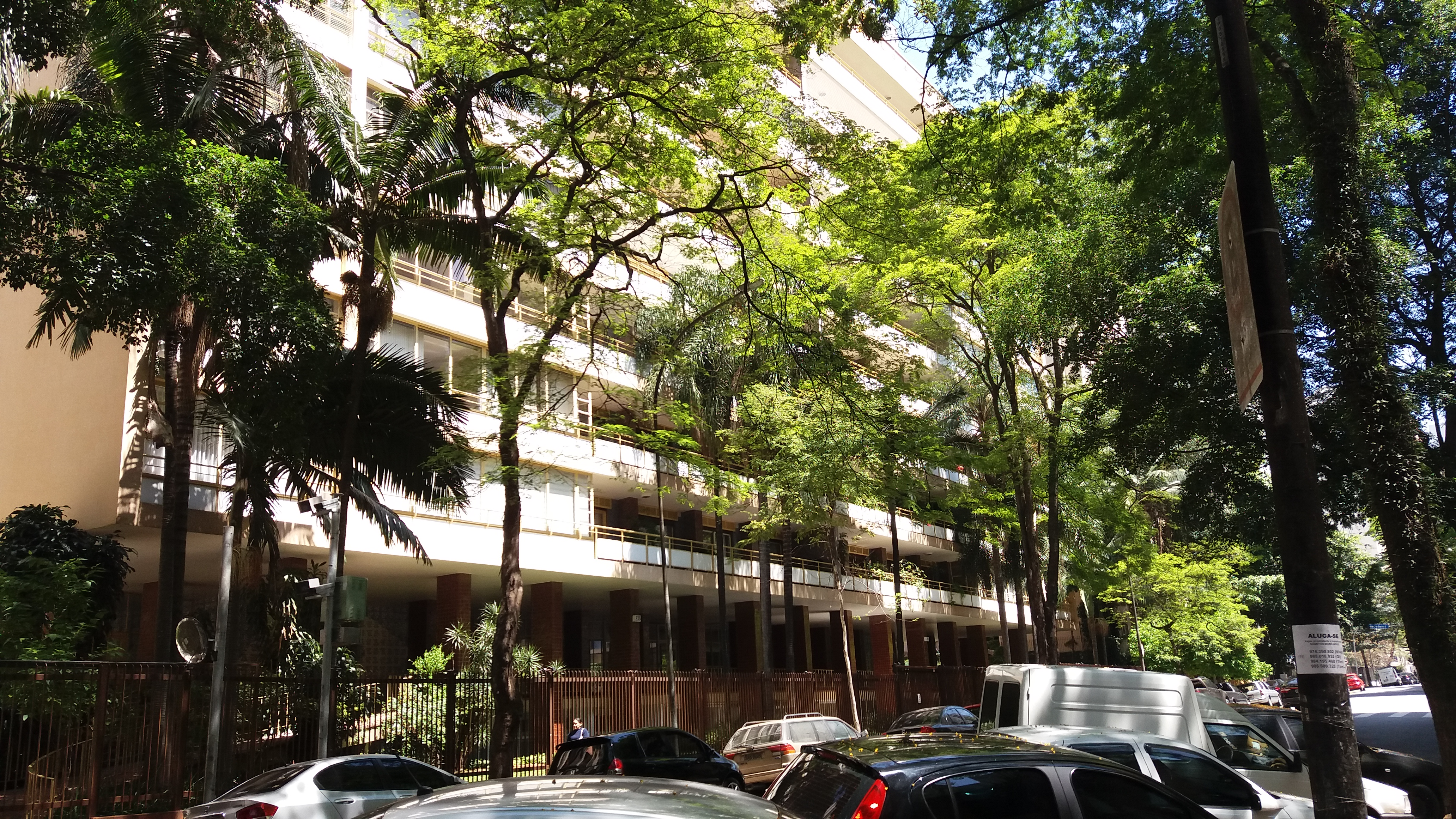
Fachada do Edifício Prudência
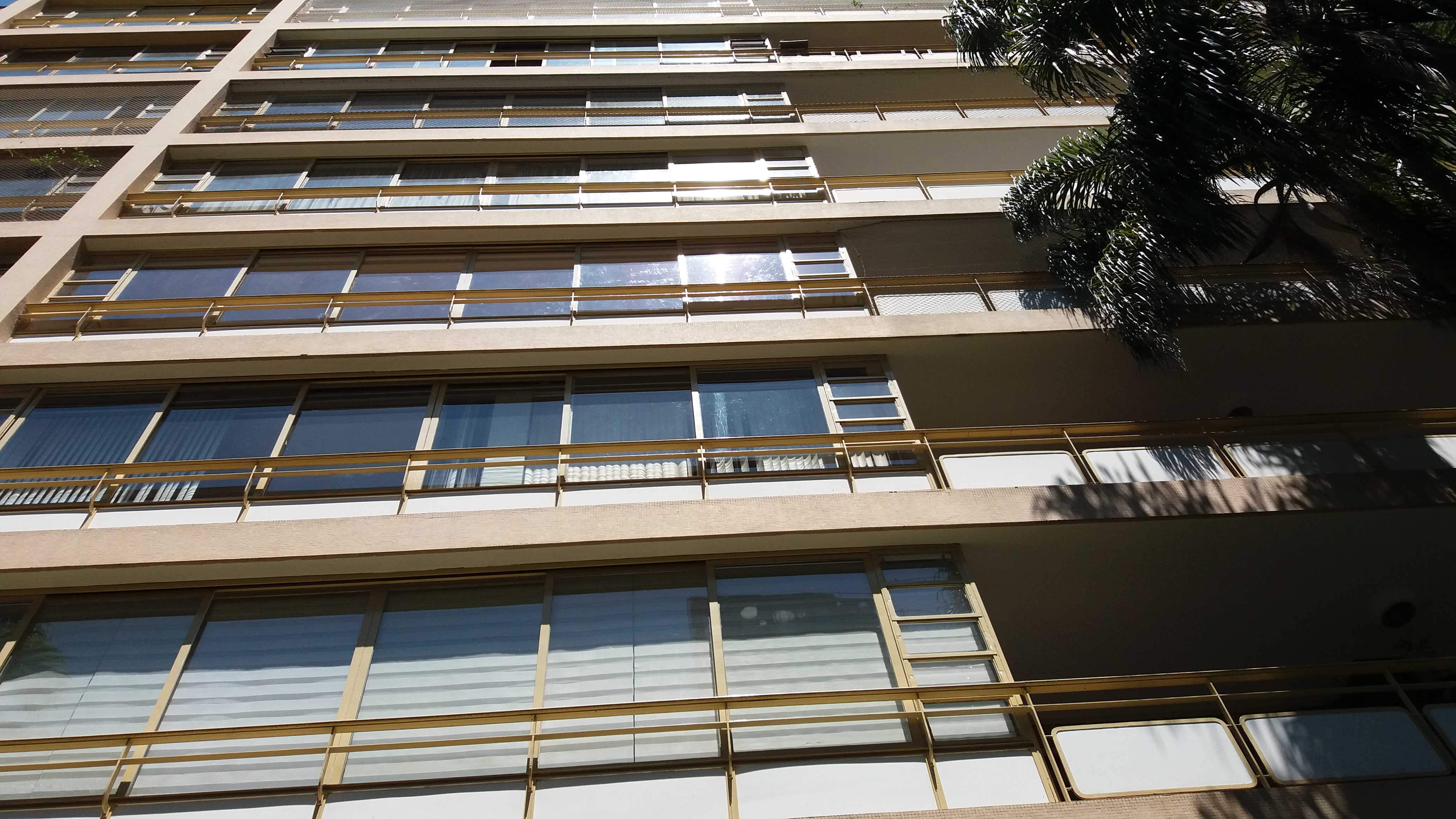
Janelas frontais do edifício
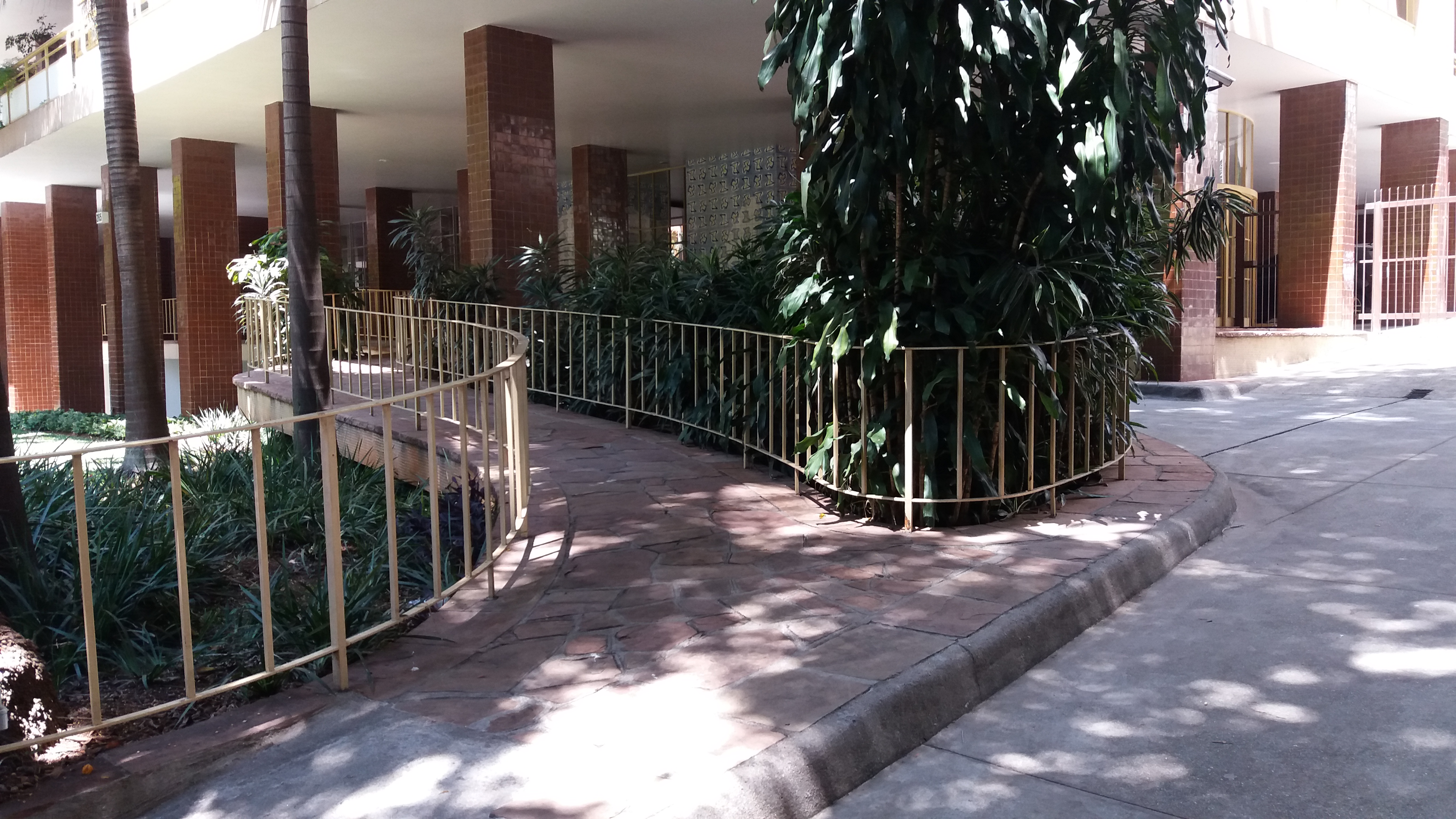
Uma das rampas de acesso ao prédio
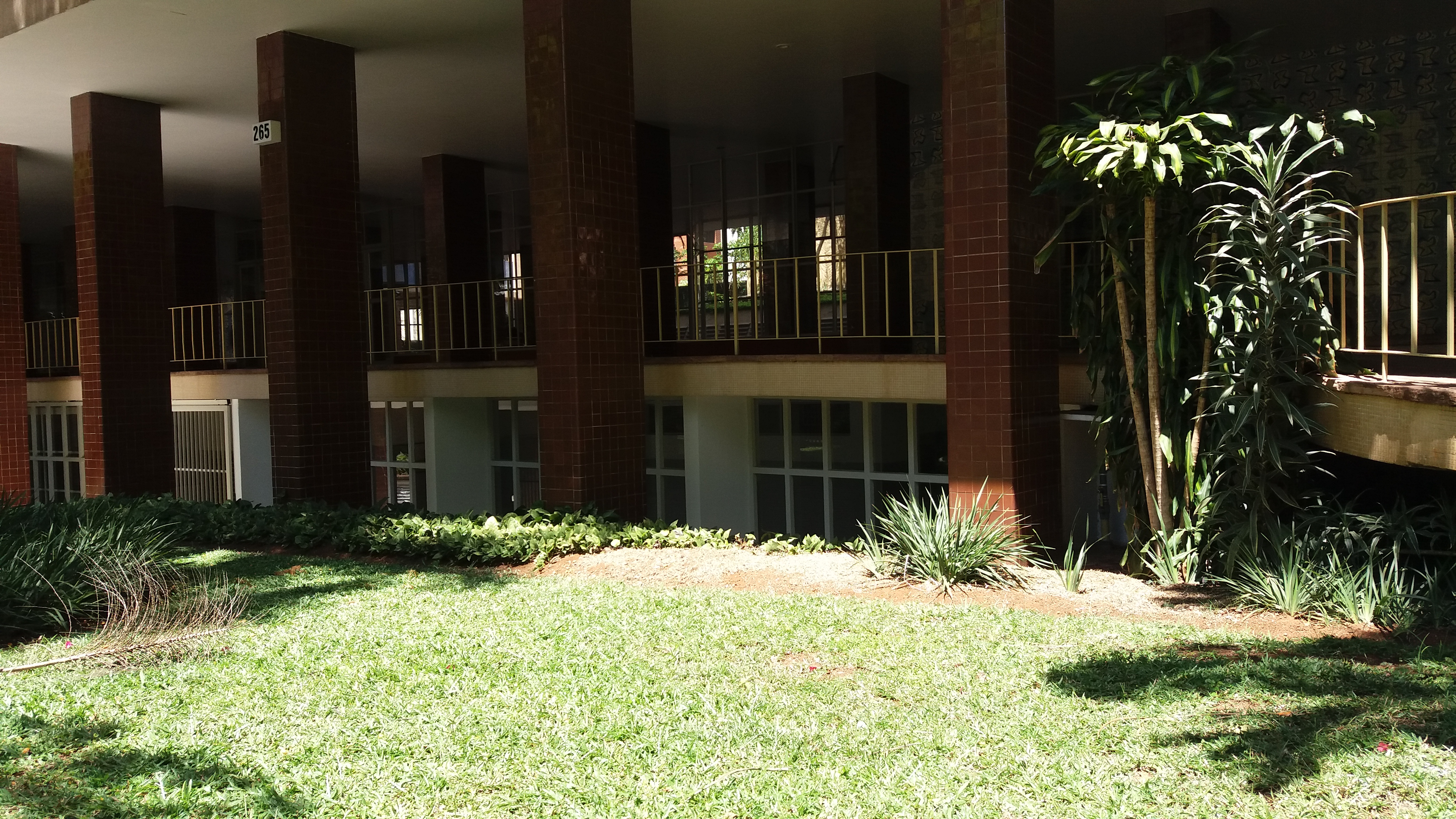
Térreo do edifício
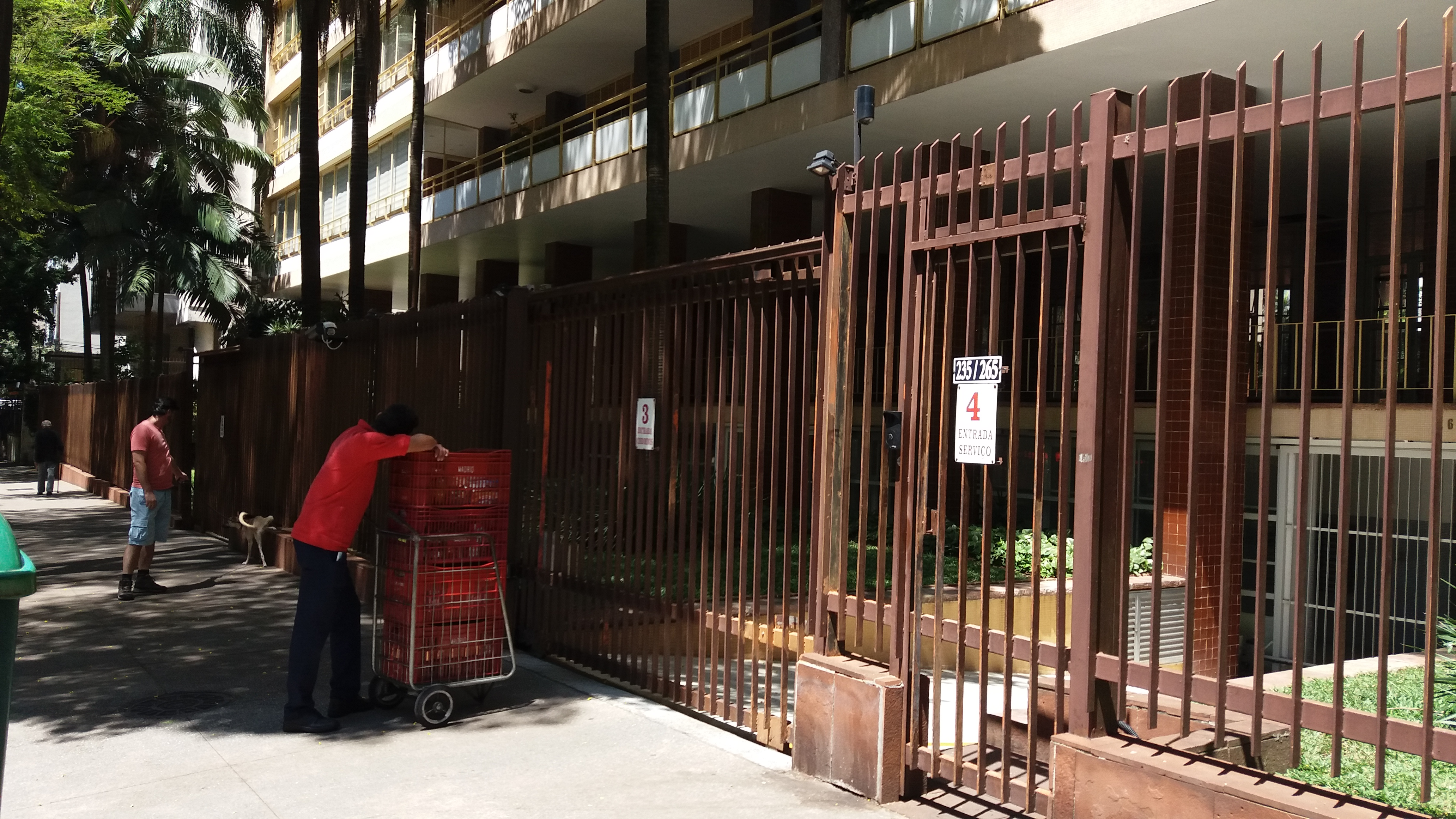
Entrada do edifício vista da rua
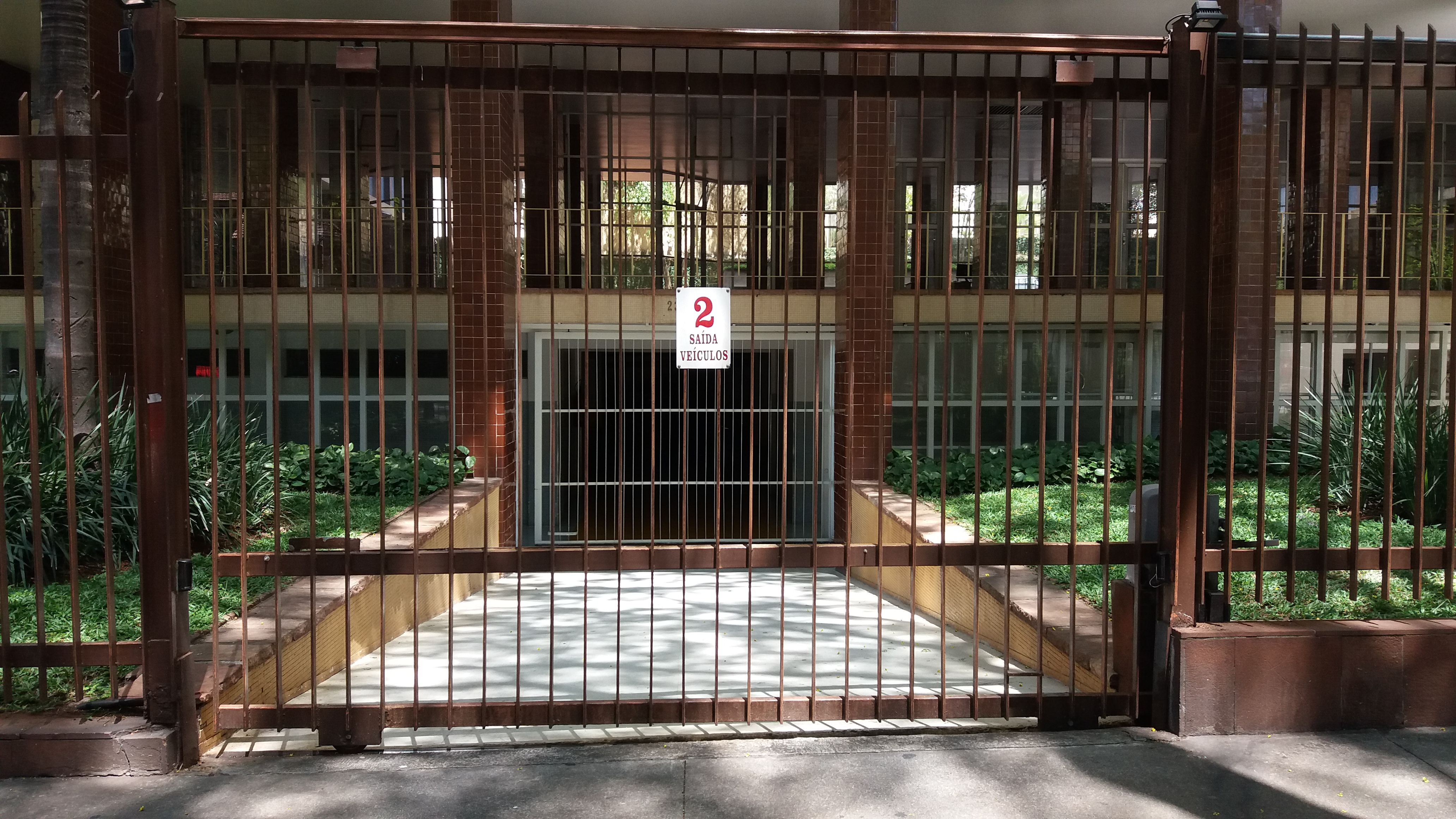
Portão para saída de veículos